# 3838 Епона
3838 Епона (енгл. 3838 Epona) је Аполо астероид са средњом удаљеношћу од Сунца која износи 1,504 астрономских јединица (АЈ).
Апсолутна магнитуда астероида је 15,5.